# ليندا إيفانز (مؤلفة)
ليندا إيفانز (بالإنجليزية: Linda Evans)‏ (6 ديسمبر 1958)؛ كاتِبة وروائية أمريكية.